# Joaquín Balaguer
Joaquín Antonio Balaguer Ricardo (1. september 1906 – 14. juli 2002) var præsident af den Dominikanske Republik i 1960-62, 1966-78 og 1986-96.

1. ↑  Navnet er anført på svensk og stammer fra Wikidata hvor navnet endnu ikke findes på dansk.